# Cmentarz rzymskokatolicki w Myszyńcu
Cmentarz parafii pw. Trójcy Przenajświętszej w Myszyńcu – cmentarz rzymskokatolicki w Myszyńcu zlokalizowany w sąsiedztwie bazyliki.  

## Historia
Pierwszy cmentarz rzymskokatolicki w Myszyńcu znajdował się w najbliższym otoczeniu drewnianego kościoła wybudowanego w 1650. Po raz pierwszy został powiększony i ogrodzony w 1668. Ponownie powiększono go podczas budowy nowego kościoła, który wzmiankowany jest w 1698. Cmentarz ten pełnił funkcję grzebalną do końca XVIII wieku. 
Cmentarz rzymskokatolicki w Myszyńcu we współczesnej lokalizacji powstał pod koniec XVIII wieku. Nie jest znana dokładna data jego założenia. Za najbardziej wiarygodny rok przyjmuje się 1795.  
Najstarszy opis cmentarza pochodzi z wizytacji przeprowadzonej w 1821, w której wskazano: 

Cmentarz polowy za miastem, murowany z kamieni polowych mający obwodu łokci 462, na którym stoi kapliczka drewniana..., krzyżów cztery, tam się ciała zmarłych grzebią..., oddział tamże dla akatolików i nieochrzczonych oddzielnie krzyżami oznaczony.

W wizytacji z 1827 wskazano, że cmentarz został ogrodzony murem. Wykonano dwie bramy na południe i północ na zawiasach i hakach żelaznych. Wybudowano także garbarnię z kostnicą.
Od lat 80. XIX wieku do 1937 na terenie nekropolii prowadzono prace związane z wytyczeniem układu dróg, wydzieleniem części dla prawosławnych oraz posadzeniem wzdłuż dróg modrzewi, brzóz, kasztanowców oraz dzikich róż. 
Pod koniec XIX wieku cmentarz był już przepełniony, w związku z czym podjęto starania o jego powiększenie. Zgodę na to uzyskano dopiero po 1904. Cmentarz powiększono o 3 ha gruntu kościelnego przylegającego z obu stron dotychczas zajętego terenu. W latach 1904–1907 wykonano nowe ogrodzenie z kamienia polnego: na wysokiej podmurówce umieszczono metalowe pręty. Murowana brama została wybudowana w 1904. Poświęcenia cmentarza po jego powiększeniu dokonał ks. Franciszek Karwacki. 
Z uwagi na budowę nowego kościoła parafialnego od 1909 nabożeństwa odbywały się na terenie cmentarza w postawionej na nim kaplicy, którą zbudowano z materiału pochodzącego z rozebranego kościoła. Funkcję tę kaplica pełniła do 1921, kiedy msze święte zaczęły być odprawiane w nowym kościele. Kaplica została rozebrana w 1923.
Starsza część cmentarza została w 1986 wpisana do rejestru zabytków.
W dniu 13 grudnia 2004 parafia otrzymała zgodę Państwowego Inspektora Sanitarnego w Ostrołęce na powiększenie terenu cmentarza o teren działki o powierzchni 1,2 ha. Prace prowadzono w latach 2008–2012, wówczas wykonano okalający poszerzony teren cmentarza mur z kamienia polnego i kutych metalowych przęseł. Nowy teren nekropolii został poświęcony 7 czerwca 2009 przez bp Stanisława Stefanka.    

## Położenie, układ i ogrodzenie
Powierzchnia cmentarza wynosi 4,5 ha. Zajmuje działkę w kształcie równoległoboku o długości boków 220 m i 145 m. Na teren cmentarza prowadzą trzy wejścia. Od wejścia pośrodku muru prowadzi aleja główna, od której pod kątami prostymi odchodzą drogi poprzeczne. Poprowadzone są również drogi równoległe do alei głównej. Brama główna jest trzyosiowa z szerokim przejazdem i dwiema wąskimi furtami. Na szczycie bramy znajduje się trupia czaszka z dwoma skrzyżowanymi piszczelami, a pomiędzy nimi dwie duże litery M oznaczające motto Memento mori.   

## Groby i obiekty na cmentarzu
Najstarszy zachowany nagrobek pochodzi z 1853. W latach 80. XX wieku istniało 8 nagrobków z XIX wieku (6 wolnostojących i 2 płyty), pozostałe były nowsze. 

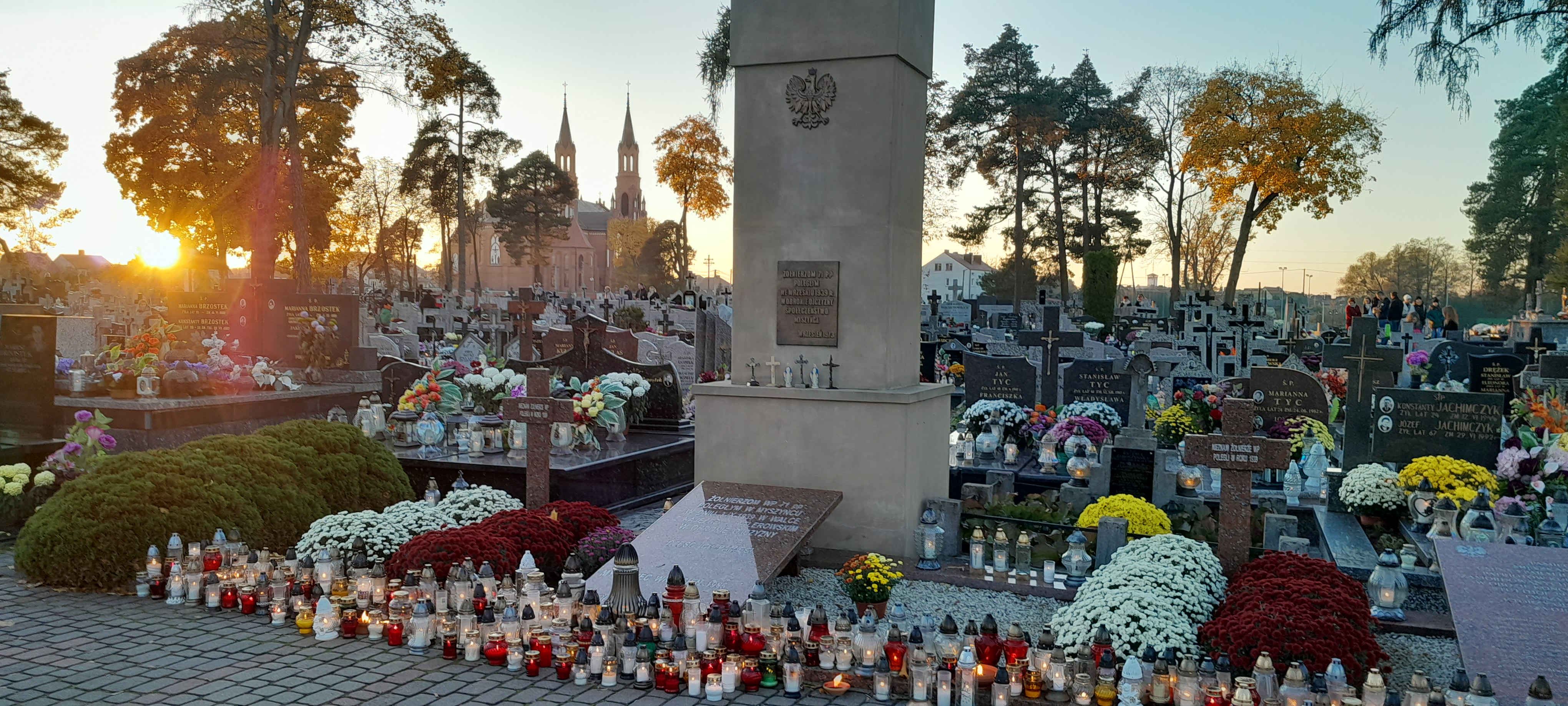
Mogiła żołnierzy 71 Pułku Piechoty na cmentarzu w Myszyńcu

Przy alei głównej znajduje się mogiła zbiorowa żołnierzy 71 Pułku Piechoty, poległych podczas boju pod Myszyńcem we wrześniu 1939, poświęcono im też pomnik.
Na cmentarzu znajdują się groby Jana Przystupy i Władysława Dawidziuka, żołnierzy Straży Granicznej z lat 1920–1930, którzy zginęli w obronie granic Polski. Nagrobki są stylizowane na słupy graniczne. 
Mieści się tu również grób siedmiu żołnierzy z czasów wojny polsko-bolszewickiej poległych 24 sierpnia 1920.
Cmentarz jest luźno zadrzewiony drzewami iglastymi i liściastymi.

## Galeria

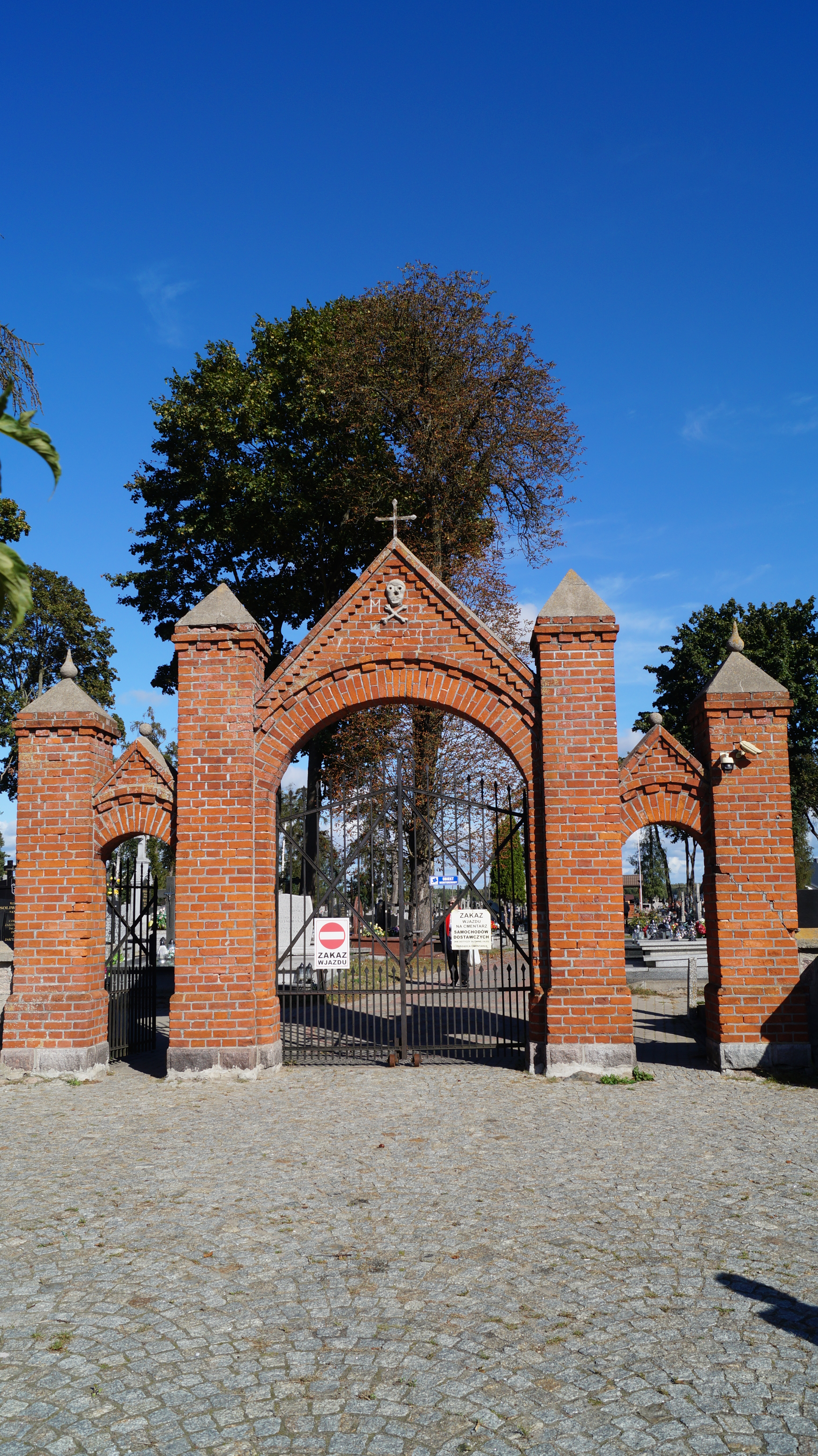
Brama główna cmentarza w Myszyńcu
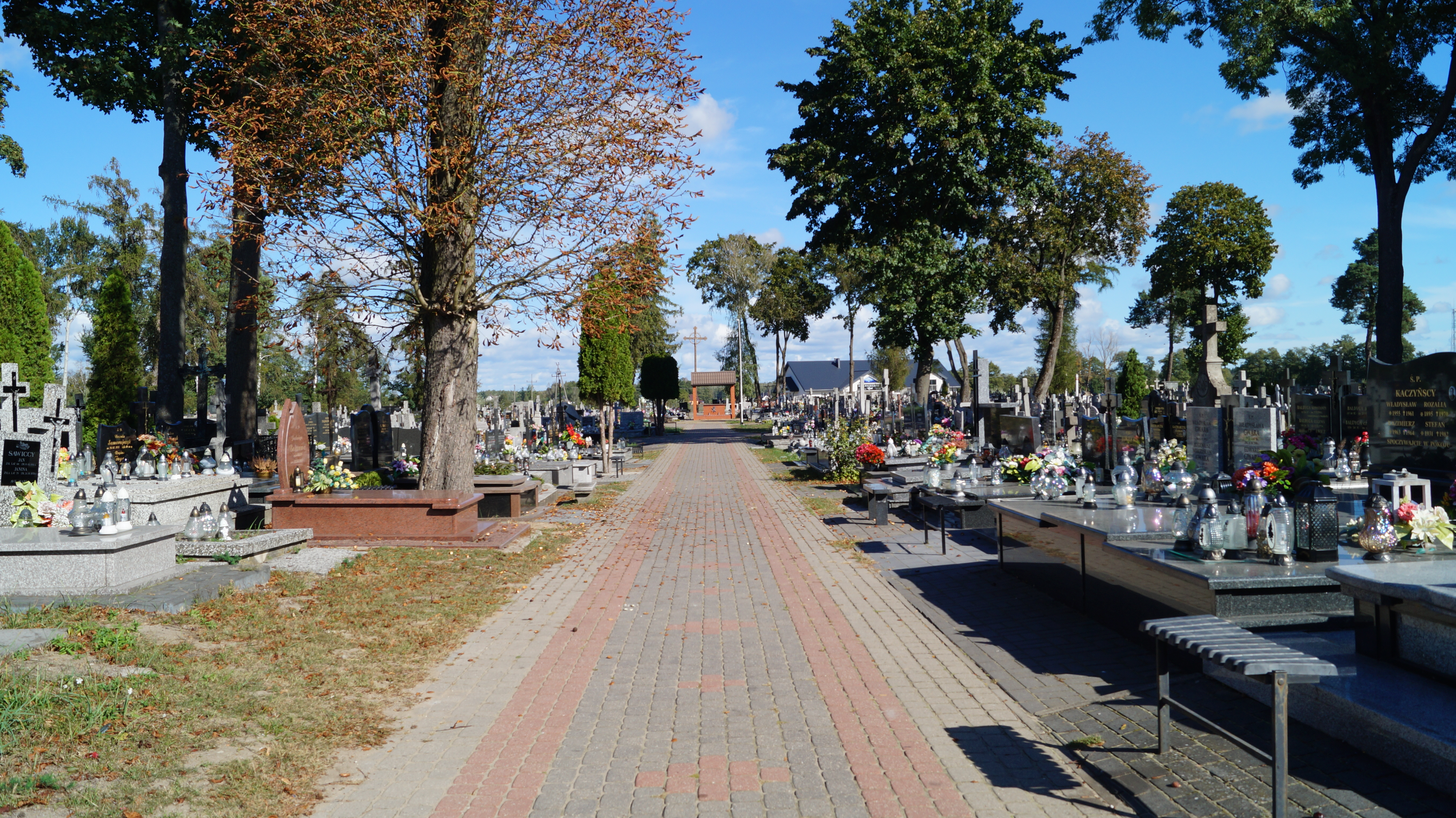
Aleja główna cmentarza w Myszyńcu
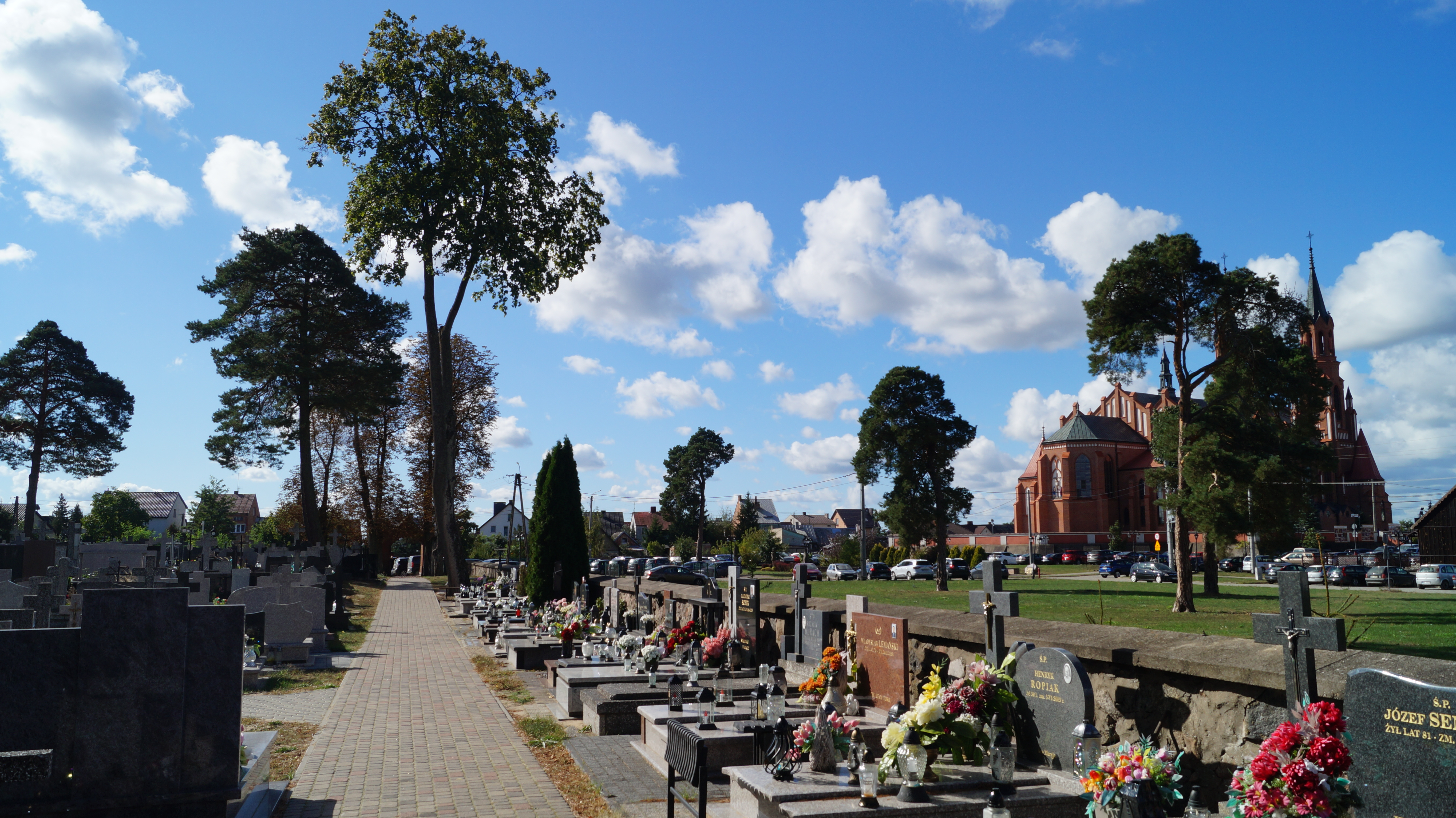
Aleja boczna cmentarza w Muszyńcu
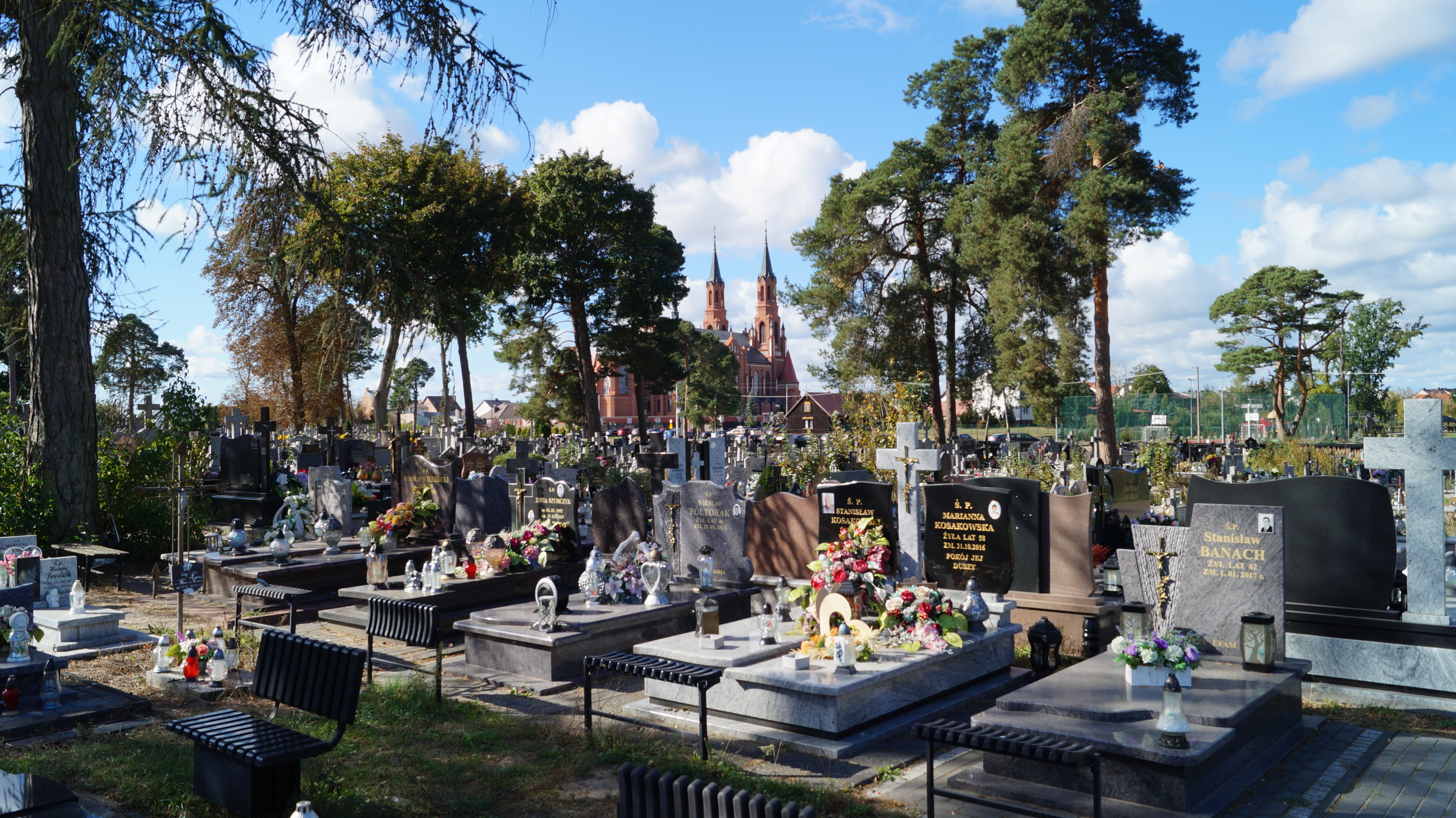
Groby na cmentarzu w Myszyńcu
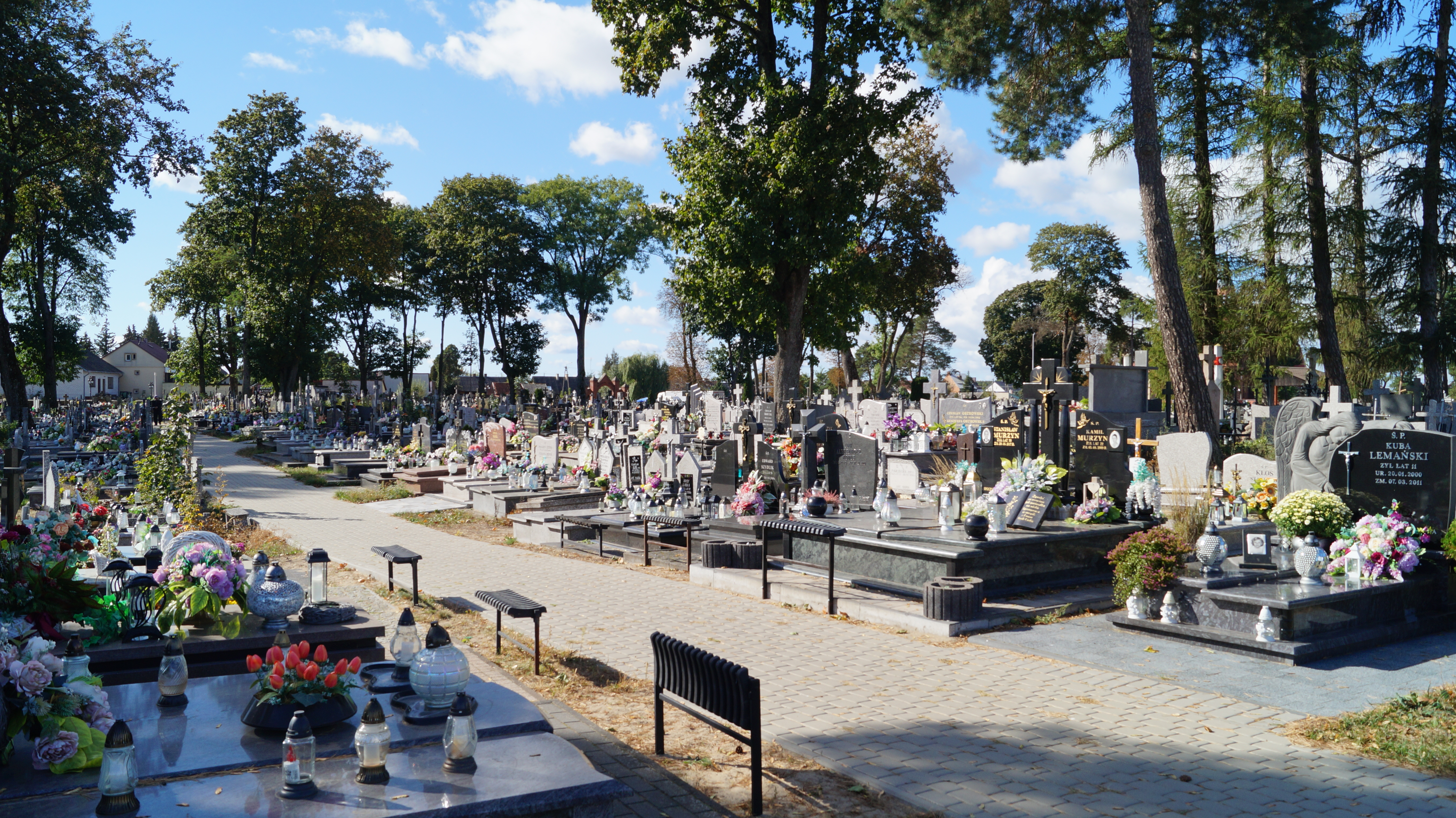
Aleja boczna na cmentarzu w Myszyńcu
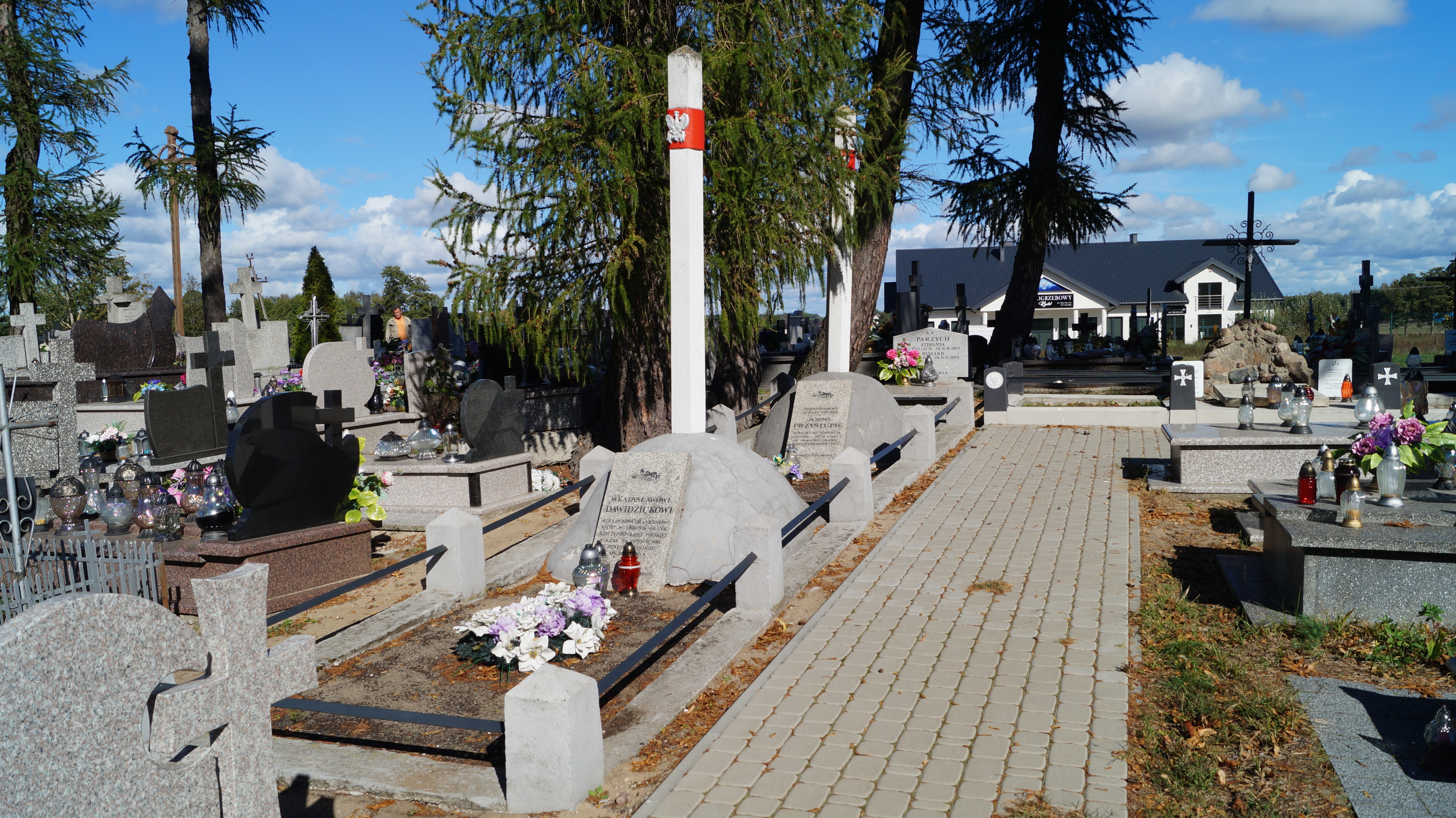
Groby strażników granicznych poległych na służbie
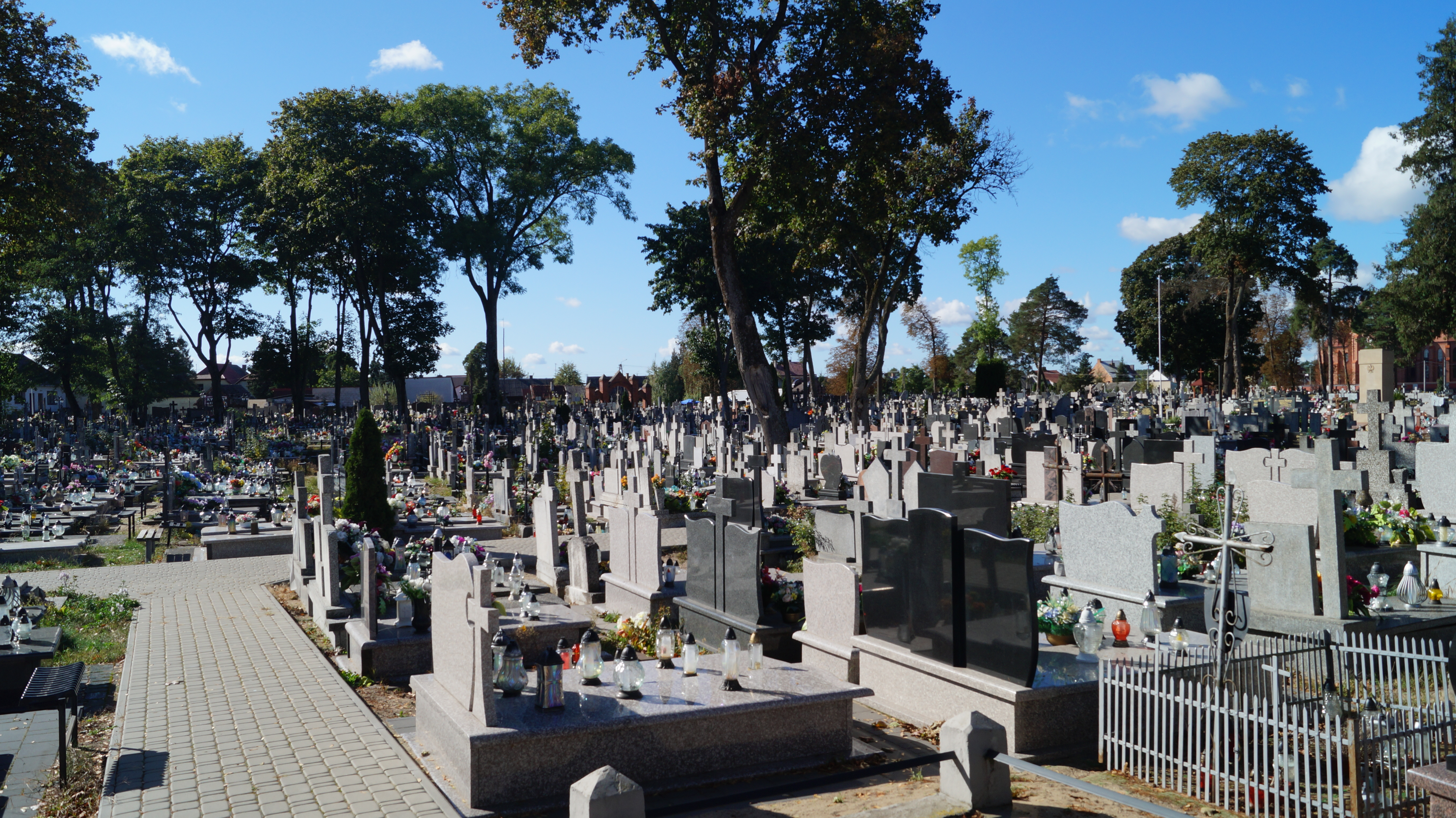
Groby na cmentarzu w Myszyńcu
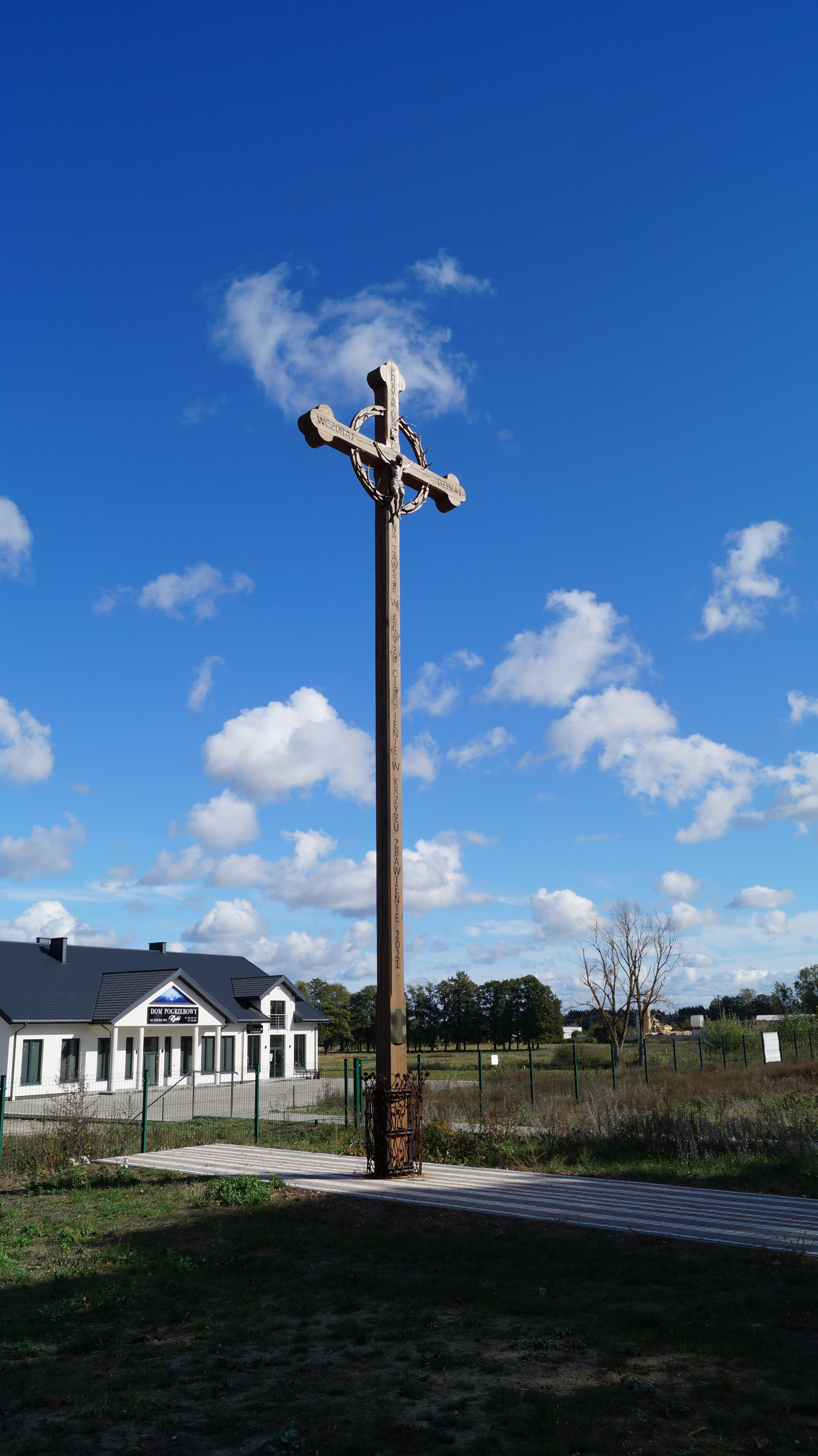
Krzyż na cmentarzu w Myszyńcu
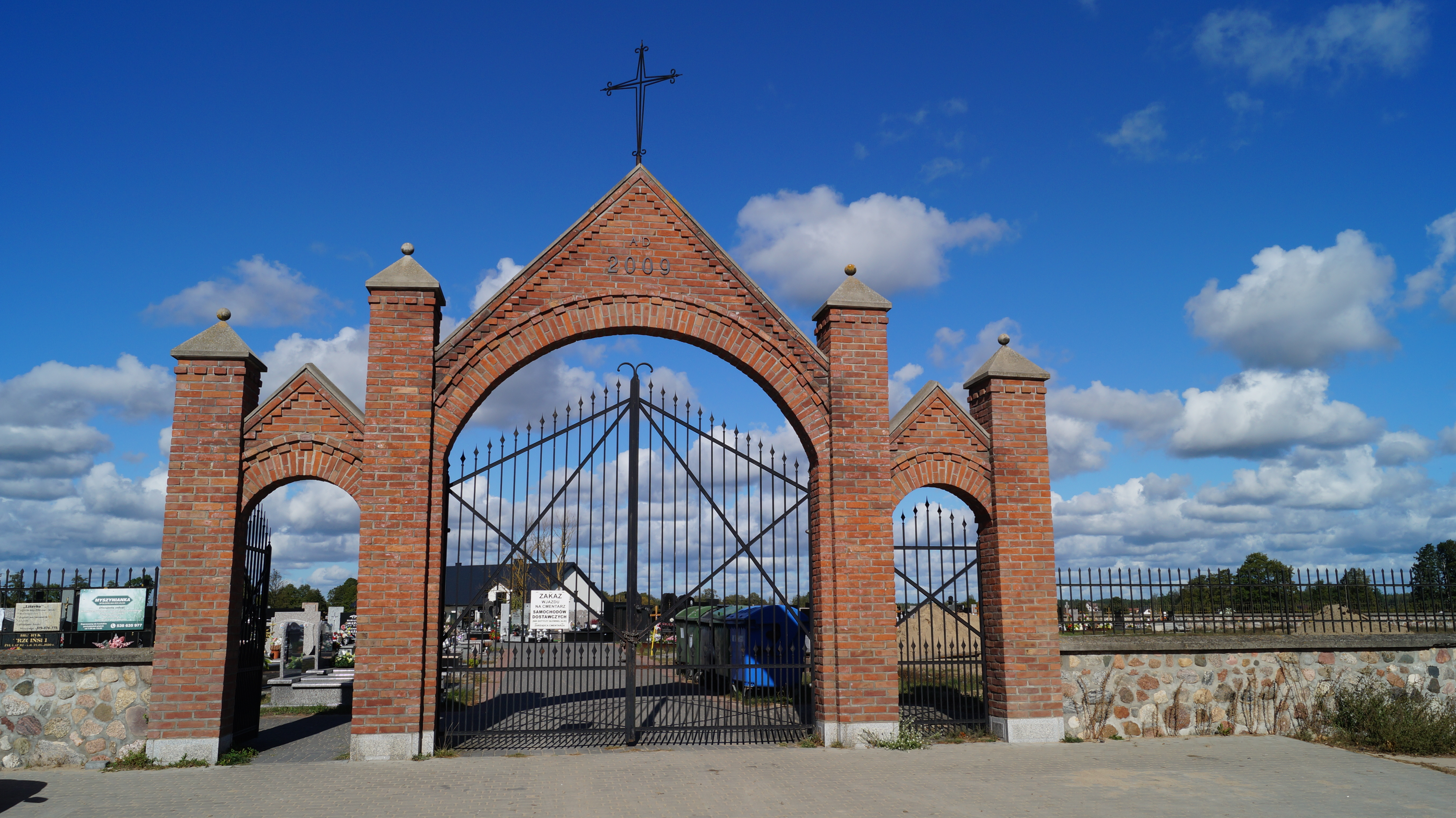
Brama do nowej części cmentarza w Myszyńcu